# Каннский кинофестиваль 1978
31-й Каннский кинофестиваль 1978 года, проходивший с 16 по 30 мая в Каннах, Франция. Дебют Жиля Жакоба в роли художественного директора фестиваля.

## Жюри
- Алан Пакула, кинорежиссёр и продюсер ( США) — председатель
- Франко Брузати, кинорежиссёр и сценарист ( Италия)
- Франсуа Шале, журналист и историк кино ( Франция)
- Мишель Симан, кинокритик ( Франция)
- Клод Горетта, кинорежиссёр и сценарист ( Швейцария)
- Андрей Кончаловский, кинорежиссёр ( СССР)
- Хэрри Солтцмэн, продюсер ( Канада)
- Лив Ульман, актриса ( Норвегия)
- Жорж Вакевич, художник-постановщик ( Франция)

## Фильмы в конкурсной программе
- Империя страсти
- Незамужняя женщина
- Браво, маэстро
- Прощай, самец
- Возвращение домой
- Отчаяние
- Женщина-левша
- Это бомба
- Высоконравственная ночь
- Превратности метода
- Страстная мечта
- Дерево для башмаков
- С завязанными глазами
- Останки кораблекрушения
- Полуночный экспресс
- Мольер
- Мой ласковый и нежный зверь
- Прелестное дитя
- Спираль
- Песнь Джимми Блэксмита
- Вопль
- Виолетта Нозьер
- Кто остановит дождь

## Особый взгляд
- Довольно хороший человек
- Полковник Делмиро Гувейя
- Человек из мрамора
- Гитлер – фильм из Германии
- Коко, говорящая горилла
- Досье на 51-го
- Наапет
- Балкон в лесу
- Oh the Days!
- Die Rückkehr des alten Herrn
- Grand hôtel des palmes
- Ocana, an Intermittent Portrait
- The New Klan: Heritage of Hate

## Фильмы вне конкурсной программы
- Рассвет мертвецов
- Федора
- Последний вальс

## Короткометражные фильмы
- Christmas Morning
- Спецблюдо от Дунсбери
- Письмо другу
- Maladie
- О мой дорогой
- The Oriental Nightfish
- Le Serpentine d’oro
- La Traversée de l’Atlantique à la rame
- Uj lakok

## Награды
- Золотая пальмовая ветвь: Дерево для башмаков, режиссёр Эрманно Ольми
- Гран-при:
  - Прощай, самец, режиссёр Марко Феррери
  - Вопль, режиссёр Ежи Сколимовский
- Приз за лучшую мужскую роль: Джон Войт — Возвращение домой
- Приз за лучшую женскую роль:
  - Джилл Клейбёрг — Незамужняя женщина
  - Изабель Юппер — Виолетта Нозьер
- Приз за лучшую режиссуру: Нагиса Осима — Империя страсти
- Технический гран-при: Прелестное дитя, режиссёр Луи Маль
- Золотая камера (награда за режиссерский дебют): Вне закона, режиссёр Роберт Янг
- Золотая пальмовая ветвь за короткометражный фильм: На веслах через океан, режиссёр Жан-Франсуа Лагиони
- Приз жюри за короткометражный фильм:
  - Спецблюдо от Дунсбери, режиссёры Джон Хабли, Фэйт Хабли и Гарри Трюдо
  - О мой дорогой, режиссёр Борге Ринг
- Приз международной ассоциации кинокритиков (ФИПРЕССИ):
  - Человек из мрамора
  - Запах диких цветов
- Приз экуменического (христианского) жюри:
  - Дерево для башмаков
  - Спираль